# Хом'ячок довгохвостий
Довгохво́стий хом'ячо́к (Cricetulus longicaudatus) — вид роду Хом'ячок. Проживає в гірських степах північного та центрального Китаю. У Монголії живе приблизнизно на схід від 104° східної довготи. Мешкає також в Російській Федерації. Проживає від пустельних чагарників до лісів та альпійських лук в південній частині діапазону. Також знайдено в скельних гірських степах і напівпустелях, переважно на передгір'ях і з південного боку гори, де ростуть чагарники. Особливо полюбляють напівпустелі передгір'я і степи із зернових культур до 1900 м над рівнем моря. Займає мілкі нори часто побудовані під камінням, які простягаються горизонтально під поверхнею. Харчується переважно насінням, іноді — комахами. Створює продовольчі запаси і гнізда, вимощені травою. Іноді займає нори побудовані іншими дрібними ссавцями. Веде нічний спосіб життя. Дає принаймні два приплоди з 4—9 малюків на рік, починаючи з березня або квітня.